# Lee Young-ju
Lee Young-ju (tiếng Hàn: 이영주, sinh ngày 22 tháng 4 năm 1992) là một cầu thủ bóng đá nữ người Hàn Quốc thi đấu ở vị trí tiền vệ cho Đội tuyển Bóng đá nữ Quốc gia Hàn Quốc.

## Sự nghiệp quốc tế
Lee đã chơi 5 trận cho đội U17 Hàn Quốc vào năm 2007 và 2008, và là một phần của đội hình tham dự Giải vô địch bóng đá nữ U-17 thế giới 2008, chơi trong một trận đấu vòng bảng với Nigeria.Sau đó cô đã chơi 15 trận cho đội U20 Hàn Quốc từ năm 2009 đến 2012 và là thành viên của đội đứng thứ ba trong Giải vô địch bóng đá nữ U-20 thế giới 2010 và lọt vào tứ kết Giải vô địch bóng đá nữ U-20 thế giới 2012.Cô ra mắt vào ngày 17 tháng 9 năm 2014 trong trận đấu tại Đại hội Thể thao châu Á 2014 với Ấn Độ.

## Tham Khảo
1. 1 2  Lee Young-ju at FIFA
2. ↑  Lee Young-ju at Korean FA
3. ↑  Lee Young-ju at Korean FA
4. ↑  Lee Young-ju at Korean FA